# Ив Мајлс
Ив Мајлс (енгл. Eve Myles; Истрадгинлајс, 26. јул 1978) је велшка глумица. Позната је по улози Гвен Купер у научно-фантастичној серији Торчвуд.